# Ricardo Torres Reina «Bombita»
Ricardo Torres Reina, alias «Bombita Chico», (Tomares, 20 de febrero de 1879-Sevilla, 29 de noviembre de 1936) fue un torero español de principios del siglo XX, hermano de Emilio Torres, «Bombita» y de «Bombita III».

## Biografía
Tomó la alternativa en la Plaza de Madrid el 24 de septiembre de 1899 y le fue concedida por El Algabeño y de testigo Domingo del Campo «Dominguín». El toro se llamaba «Cachucho», de la ganadería de Veragua. Confirmó la alternativa en la Maestranza de Sevilla el 29 de septiembre de 1899. 
En la temporada 1903 consigue un gran éxito en la tradicional de Miuras de la Maestranza de Sevilla, que le lanzan a importantes carteles en las primeras plazas durante las próximas temporadas. Participó en entre 60 y 80 corridas anuales. Sufrió sobre 30 cornadas y mató aproximadamente 1800 toros. Tuvo triunfos sonados en Madrid en 1901, 1906 y 1912. Asimismo, ideró el escalafón los años 1902 con 57 corridas; 1905 con 61; 1907 con 51; 1908 con 63 y 1909 con 54.
Después de una corrida en La Coruña un grupo de aficionados invitó al maestro a una fiesta que iba a celebrarse a continuación, invitación que este rehusó alegando que debía tomar inmediatamente el tren a Sevilla. Al oír esto, uno de los aficionados exclamó «¿A Sevilla va a ir usted ahora?, ¡con lo lejos que está eso!» y el maestro le respondió «Sevilla está donde tiene que estar, lo que está lejos es esto». Sin embargo aquella celebrada frase para la posteridad fue realmente pronunciada por otro torero sevillano, Rafael «El Gallo».   

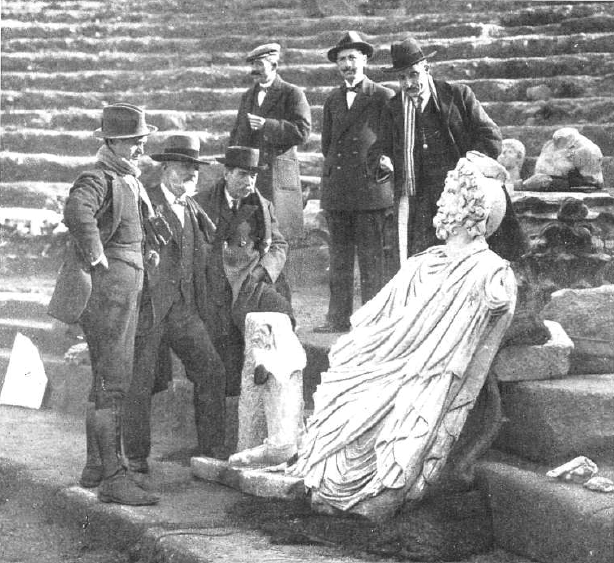
Bombita visitando el teatro de Mérida en 1913

El 19 de octubre de 1913 Bombita anuncia su retirada en Madrid, lidiando con los dos Gallos, Joselito y Rafael, y Regaterín. Fue ovacionado clamorosamente en presencia de la reina de España, Victoria Eugenia de Battenberg. 
Se casó el 13 de julio de 1919, con Maria Dolores Regordosa i Jover, hija de un adinerado industrial catalán.

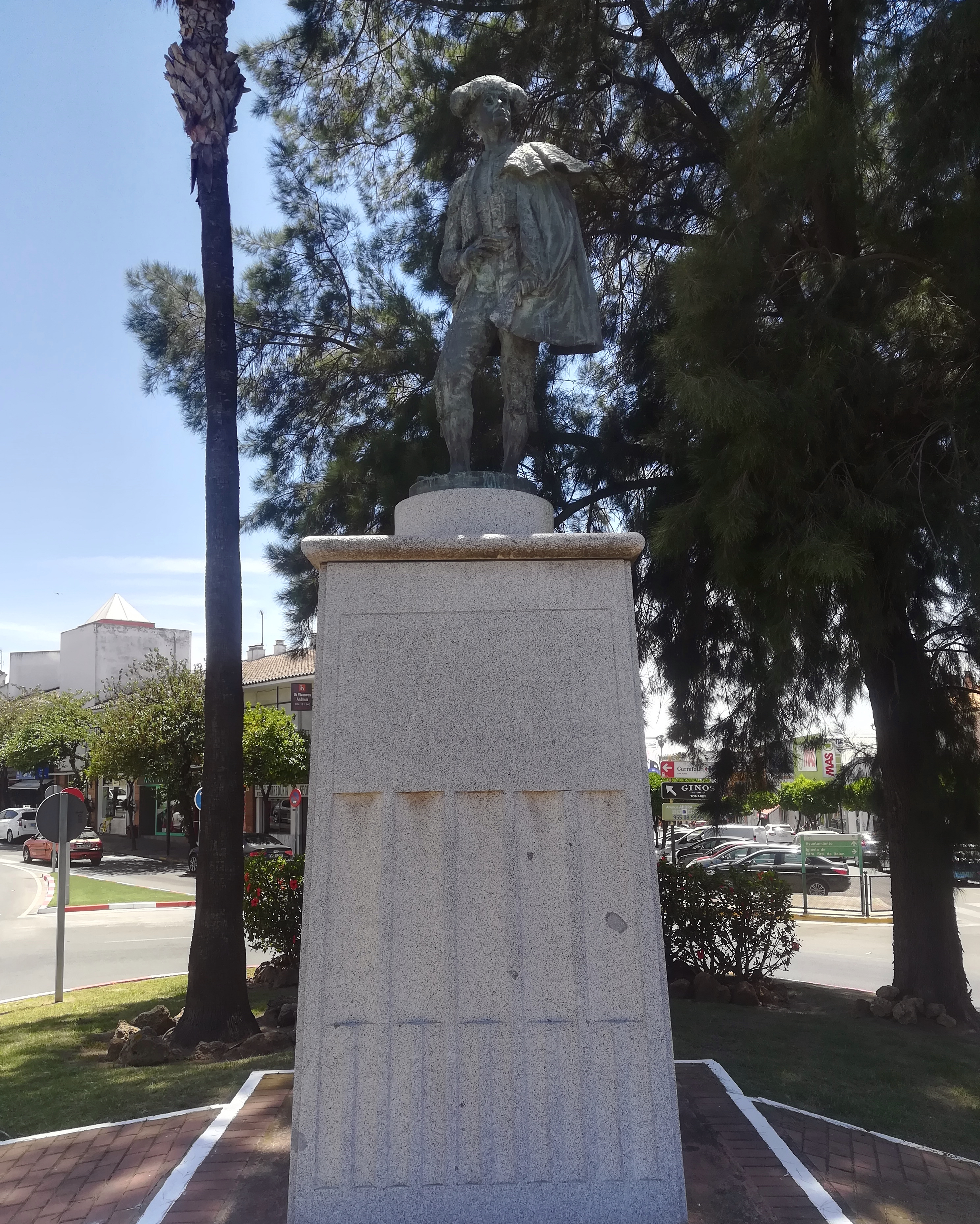
Monumento a Ricardo Torres en Tomares.

Tiene una calle con su nombre en el Real de la Feria de Sevilla. Fundó el Sanatorio de Toreros y el Montepío y se le concedió la Cruz de la Orden Civil de la Beneficencia. Compró una gran finca en el delta del Ebro, que aún hoy se conoce como finca de Bombita o Canal Vell y cuenta con 466 hectáreas. El Consejo de Ministros autorizó, el 12 de junio de 2009, la declaración de utilidad pública y la adquisición de la finca por 9,5 millones de euros para luchar contra la regresión del delta.
Falleció en Sevilla el 29 de noviembre de 1936.